# Николаев, Леонид Львович
Леонид Львович Николаев, также известный как Лёня Ёбнутый (27 декабря 1983, Москва — 22 сентября 2015, Домодедово) — российский художник-акционист и гражданский активист из арт-группы «Война», которую некоторое время возглавлял.

## Биография
В школе интересовался точными науками и историей. Учился в Московской государственной академии тонкой химической технологии имени М. В. Ломоносова.
В сентябре 2008 года впервые участвовал в протестной акции «Сто пикетов в защиту 2х2». Вскоре после этого Николаев присоединился к движению «Мы», и, по мнению основателя движения Романа Доброхотова, стал одним из самых активных и полезных участников движения.
Николаев являлся членом московского политсовета объединённого демократического движения «Солидарность». Постоянный участник оппозиционных действий в России. Подвергался аресту более 30 раз.
Леонид Николаев стал известен рядом громких акций, проведённых в начале 2010-х годов. По мнению участника группы «Война» Олега Воротникова, с приходом туда Николаева «начался золотой век российского политического и художественного акционизма».
Акция «Леня Ёбнутый крышует Федералов», проведённая 22 мая 2010 года, получила колоссальный медийный резонанс. Акция использовала известный протестный образ «синего ведёрка». 28 мая Николаева задержали сотрудники милиции, и ему было предъявлено обвинение по статье «хулиганство» КоАП РФ, предусматривающей максимальное наказание в виде административного ареста сроком до 15 суток.
Николаев позже объяснял журналистам: «В нашем обществе сейчас сложились некие касты. Силовики, представители прокуратуры стали выше других людей, мы видим, что они могут нарушать закон, сбивать людей, делать что угодно, нарушать ПДД, и им за это ничего нет… Я просто на равных с ними поговорил».
Акция группы «Война» «Хуй в ПЛЕНу у ФСБ!» в 2010 году была удостоена премии Всероссийского конкурса в области современного визуального искусства «Инновация». «Война» пожертвовала эту премию межрегиональной правозащитной ассоциации «Агора», защищающей, в частности, арестованную в Смоленске активистку партии «Другая Россия» Таисию Осипову и других жертв политических репрессий.
После акции «Дворцовый переворот» (Санкт-Петербург) Николаев был задержан полицией и вместе с Олегом Воротниковым отправлен в «Кресты». Адвокаты Николаева и Воротникова просили отпустить молодых людей под залог в 2 миллиона рублей за каждого. Деньги для залога предоставил знаменитый английский художник граффити Бэнкси, гонорар от продажи нескольких своих работ он направил в помощь «Войне». В октябре 2011 года следственные органы Петербурга прекратили уголовное преследование Леонида Николаева. Николаеву вменялось хулиганство в отношении сотрудников полиции как представителей социальной группы, но, по словам адвоката Николаева Дмитрия Динзе экспертиза установила, что полиция не является отдельной социальной группой.
В марте 2013 года в прессе появилось сообщение о том, что члены «Войны» — Олег Воротников и Наталья Сокол вместе со своими детьми, а также Леонид Николаев — за несколько месяцев до публикации этого сообщения бежали в Италию, спасаясь от уголовного преследования со стороны российских властей.
Погиб 22 сентября 2015 года в подмосковном Домодедове, отпиливая ветви деревьев.
Как выяснилось, Леонид Николаев не бежал за границу, а всё это время жил в России на нелегальном положении, под чужим именем, и занимался, как говорят его соратники, «пролетарским трудом в подполье», в соответствии со своими убеждениями. По утверждению анонимной активистки группы «Война», перед смертью он готовил акцию под девизом «Следоптиконы повержены!», в которой машина сотрудника Следственного Комитета должна была быть поднята на лебёдках в воздух и подожжена.
Похоронен 30 сентября 2015 года на кладбище деревни Анкудиново в Новомосковском административном округе Москвы.

## Наиболее известные акции
- 2010 — Акция «Леня Ёбнутый крышует Федералов»[2][27][28]
- 2010 — Акция «Хуй в ПЛЕНу у ФСБ!»[14][29][30][31][32][33]
- 2010 — Акция «Пошто пиздили Куру?» (вместе с Еленой Костылевой)
- 2010 — Акция «Дворцовый переворот»[34][35][36][37]
- 2011 — Акция «„Менто-Ауто-Да-Фэ“, или „Ебаный Прометей“»[20]

## Цитаты
- «Для нас всегда была важна политическая позиция, и мы никогда не были равнодушны к политзэкам. Просто возможность им помочь у нас появились только сейчас. Теперь, благодаря финансовой помощи, в том числе от Бэнкси, мы можем нанимать адвокатов политзэкам и оплачивать экспертизы, передачи и так далее. Да, это занимает время, трудно совмещать с подготовкой своих собственных действий, но мы не можем отвернуться от этих людей»[14]. — Леонид Николаев, 2011.